# Avi Love
Avi Love (Carson City, Nevada; 13 de junio de 1995) es una actriz pornográfica y modelo erótica estadounidense.

## Biografía
Nació en Carson City, en el estado de Nevada, en junio de 1995, en el seno de una familia con ascendencia alemana, francesa, criolla y filipina. Creció en la ciudad de Las Vegas, donde fue al instituto y participó en teatro, y donde trabajó como modelo y recepcionista.
Fue descubierta por la agencia de talentos Nexxxt Level, que la introdujo en la industria. Debutó como actriz pornográfica grabando sus primeras escenas a mediados de 2016, con 21 años de edad.
Como actriz, ha trabajado para productoras como Zero Tolerance, Evil Angel, Blacked, Tushy, New Sensations, 3rd Degree, Pure Taboo, Deeper, Kink.com, Devil's Film, Brazzers, Wicked, Naughty America o Girlfriends Films.
En 2018 fue nominada en los Premios XBIZ en la categoría de Mejor actriz revelación.
Un año más tarde ganó los premios AVN y XBIZ a la Mejor escena de sexo chico/chica y a la Mejor actriz protagonista, respectivamente, por su trabajo en The Possession of Mrs. Hyde.
Anunció a través de sus redes sociales su retirada a finales de diciembre de 2020, tras cuatro años en la industria. Llegó a grabar más de 450 escenas y películas como actriz.
Alguno de sus trabajos destacados fueron Anal Brats 4, Bush League 8, Deep Anal Action 3, Fucking The Neighbors, Kittens and Cougars 12, My Lesbian Mentor, Seduction of Avi Love, Spoiled Brats 2 o Teen Bush 3.

## Premios y nominaciones
| Año  | Ceremonia    | Resultado | Premio                                               | Trabajo                     |
| ---- | ------------ | --------- | ---------------------------------------------------- | --------------------------- |
| 2018 | Premios AVN  | Nominada  | Premio fan: Debutante más caliente                   | —                           |
| 2018 | Premios XBIZ | Nominada  | Mejor actriz revelación                              | —                           |
| 2019 | Premios AVN  | Nominada  | Mejor actriz                                         | The Possession of Mrs. Hyde |
| 2019 | Premios AVN  | Nominada  | Mejor escena de doble penetración                    | DP Me 7                     |
| 2019 | Premios AVN  | Ganadora  | Mejor escena de sexo chico/chica                     | The Possession of Mrs. Hyde |
| 2019 | Premios AVN  | Nominada  | Premio fan: Artista femenina favorita                | —                           |
| 2019 | Premios XBIZ | Ganadora  | Mejor actriz protagonista                            | The Possession of Mrs. Hyde |
| 2019 | Premios XBIZ | Nominada  | Mejor escena de sexo en película protagonista        | The Possession of Mrs. Hyde |
| 2019 | Premios XBIZ | Nominada  | Mejor escena de sexo en película lésbica             | The Possession of Mrs. Hyde |
| 2019 | Premios XRCO | Ganadora  | Mejor actriz                                         | The Possession of Mrs. Hyde |
| 2020 | Premios AVN  | Nominada  | Mejor actriz de reparto                              | A Daughter’s Deception      |
| 2020 | Premios AVN  | Nominada  | Mejor escena de sexo lésbico                         | Endless                     |
| 2020 | Premios XBIZ | Nominada  | Artista femenina del año                             | —                           |
| 2020 | Premios XBIZ | Nominada  | Mejor actriz en película lésbica                     | Endless                     |
| 2020 | Premios XBIZ | Nominada  | Mejor actriz de sexo en película de temática erótica | Upon Further Reflection     |
| 2020 | Premios XBIZ | Nominada  | Mejor actriz en película de temática erótica         | Sex & Lies                  |
| 2020 | Premios XBIZ | Nominada  | Mejor escena de sexo en película lésbica             | Endless                     |
| 2020 | Premios XBIZ | Nominada  | Mejor escena de sexo en película de temática erótica | Upon Further Reflection     |
| 2020 | Premios XBIZ | Nominada  | Mejor escena de sexo en película vignette            | No Going Back               |
| 2021 | Premios AVN  | Nominada  | Mejor actriz de reparto                              | The Ex-Girlfriend Debacle   |
| 2021 | Premios AVN  | Nominada  | Mejor actriz en mediometraje                         | Another Life 2              |
| 2021 | Premios AVN  | Ganadora  | Mejor escena de sexo en grupo                        | Climax                      |
| 2021 | Premios XBIZ | Nominada  | Artista femenina del año                             | —                           |
| 2021 | Premios XBIZ | Nominada  | Mejor escena de sexo en película de temática erótica | Climax                      |
| 2021 | Premios XBIZ | Nominada  | Mejor escena de sexo en película vignette            | Sodom                       |